# 马歇尔·伯特
马歇尔·A·伯特（英語：Marshall A. Burt，1976年5月6日—）是美国政治家、轨道检查员和退伍军人，自2021年以来任职于怀俄明州众议院，代表第三十九选区。他是自由意志党的成员。
伯特出生于明尼苏达州罗切斯特，是海军陆战队退伍军人，是自2000年史蒂夫·维兰科特以来第一个以自由意志党人身份当选州议会议员的人。他也是100多年来第一位成功当选的怀俄明州议会第三党候选人。

## 怀俄明州众议院

### 选举
在2020年怀俄明州众议院选举中，共有六位在竞争激烈选区竞选的怀俄明州自由意志党候选人，伯特便是其中之一。伯特参选第三十九选区，在一场两人竞争中，伯特击败了他的民主党对手——长期在任的斯坦·布莱克，伯特获得了54.4%的选票，布莱克获得了45.6%的选票。

### 任期
2021年3月，伯特提出了一项法案，以更改所有州大选选票中候选人的顺序。该法案详细规定，候选人在选票上的顺序将基于他们的姓名，来自字母彩票系统。该系统使候选人随机出现在选票上，每一次选举都会改变。目前的选票顺序是根据候选人在初选中获得的选票，从最高到最低。
就在同一个月，伯特与两党的众议员共同发起了一项法案，该法案将使任何21岁以上怀俄明州公民的大麻销售、购买、持有和种植合法化。

## 政治立场

### 枪支政策
伯特是枪支权利的支持者，他反对增加枪支管制法规。伯特反对所有枪支登记或即时背景调查，并呼吁“在怀俄明州，无论是公开携带还是隐藏携带，都不需要许可证或居住证。”

### 医疗保健
伯特反对联邦和州的疫苗授权，称其“违宪”。

## 选举历史
| 党派 | 党派   | 候选人              | 得票数 | 百分比  |
| ---- | ------ | ------------------- | ------ | ------- |
|      | 自由党 | 马歇尔·伯特         | 1,696  | 54.40%  |
|      | 民主党 | 斯坦·布莱克（现任） | 1,421  | 45.60%  |
| 合计 | 合计   | 合计                | 3,163  | 100.00% |

## 个人生活
伯特出生在明尼苏达州的罗切斯特，他与妻子特蕾莎·伯特住在怀俄明州的绿河。伯特是美国海军陆战队退伍军人，曾在日本冲绳和伊拉克战争中服役9年。伯特退伍之后受雇于联合太平洋铁路担任轨道检查员。
伯特的左前臂上有一个纹身，与反政府和极右翼民兵运动“百分之三人”有关。伯特否认与该组织有关联，回应说他“纹身是因为美国革命的象征意义吸引了我，对我来说，它代表了我对第二修正案和第十修正案的坚定承诺。